# Atule mate
Atule mate es una especie de peces de la familia Carangidae en el orden de los Perciformes.

## Morfología
• Los machos pueden llegar alcanzar los 30 cm de longitud total.

## Distribución geográfica
Se encuentra desde las  costas del Mar Rojo y del África Oriental hasta las Hawái, Samoa, Japón, Mar de Arafura y norte de Australia.